# Buick Centurion
Pour les articles homonymes, voir Centurion (homonymie).
La Buick Centurion fut d'abord un prototype datant de 1956, elle est aujourd'hui exposée au musée Sloan à Flint au Michigan.

## Description
Le modèle de production remplaça la Buick Wildcat en 1971-1972-1973.
Ce modèle partageait sa carrosserie avec le modèle Buick LeSabre, mais il était plus luxueux. La Buick Centurion était disponible en 3 styles de carrosserie, 2 portes décapotable, 2 portes sans montants et 4 portes sans montants.
Le moteur standard était le V8 455 Buick à carburation quadruple corps était standard en 1971-72 et en option en 1973. Le V8 350 Buick à carburation quadruple corps était standard en 1973.